# Bombus pressus
Bombus pressus är en biart som först beskrevs av Theodore Henry Frison 1935. Den ingår i släktet humlor och familjen långtungebin. Inga underarter finns listade. Arten förekommer i den orientaliska regionen.

## Beskrivning
Arten har övervägande grå päls med ett svart tvärband mittpå mellankroppen och på bakkroppen tergit 1 och 2 grå, tergit svart åtminstone på den främre delen, tergit 4 och 5 (samt ibland även den bakre delen av tergit 3) orange, samt bakkroppsspetsen svart.

## Utbredning
Utbredningsområdet består av Indien (Uttarakhand, Sikkim, Västbengalen och Arunachal Pradesh), Nepal samt Bhutan.

## Ekologi
Bombus pressus är en bergsart, som i Nepal lever på omkring 3 700 meters höjd.